# Moussa Djenepo
Moussa Djenepo (* 15. června 1998 Bamako) je malijský profesionální fotbalista, který hraje na pozici křídelníka za belgický klub Standard Lutych a za malijský národní tým.

## Klubová kariéra
Djenepo začal svou kariéru v malijském klubu Yeelen Olympique.

### Standard Liège
Dne 31. ledna 2017 odešel Djenepo na půlroční hostování s opcí na trvalý nákup do belgického klubu Standard Liège. Sezónu 2016/17 odehrál malijský křídelník v juniorském týmu. Klub aktivoval opci 30. května 2017, aniž by Djenepo odehrál jediný zápas v A-týmu. Debutoval 27. srpna 2017 při prohře 4:0 proti Club Brugge v belgické Jupiler Pro League. Djenepo vstřelil svůj první gól 11. března 2018, a to při výhře 3:2 nad KV Oostende. 17. března odehrál Djenepo finále belgického poháru 2018, ve kterém Lutych porazil Genk 1:0 po prodloužení, a zajistil si tím kvalifikaci do základní skupiny Evropské ligy UEFA.

### Southampton
Dne 13. června 2019 přestoupil Djenepo do anglického klubu Southampton FC za částku okolo 14 milionů liber. Podepsal čtyřletou smlouvu. Debutoval 17. srpna ve druhém ligovém kole proti Liverpoolu, když v 77. minutě domácí prohry 1:2 vystřídal Ryana Bertranda. Svůj první gól za the Saints vstřelil 24. srpna 2019 při vítězství 2:0 nad Brightonem. Djenepo vstřelil svůj druhý gól v klubu v zápase proti Sheffieldu United (jednalo se o jedinou branku utkání), který byl v září 2019 zvolen jako gól měsíce. 7. března 2020 obdržel Djenepo červenou kartu v zápase proti Newcastlu po faulu na Isaaca Haydena.
Djenepo vstřelil svůj první gól v sezóně 2020/21 při vítězství 2:0 nad West Bromwichem Albion. Jednalo se o jeho jedinou ligovou branku v sezóně, byť odehrál celkem až 1 237 minut.

## Reprezentační kariéra
Djenepo obdržel svou první pozvánku do malijské reprezentace 3. října 2017. Debutoval 6. října v kvalifikačním zápase na Mistrovství světa ve 2018 proti Pobřeží slonoviny. 23. března 2019 vstřelil Djenepo svou první reprezentační branku, a to v zápase proti Jižnímu Súdánu v kvalifikaci na Africký pohár národů 2019, které skončilo vítězstvím 3:0.

## Statistiky

### Klubové
K 21. září 2021
| Klub           | Sezóna  | Liga               | Liga   | Liga | Národní pohár | Národní pohár | Ligový pohár | Ligový pohár | Evropský pohár | Evropský pohár | Ostatní | Ostatní | Celkem | Celkem |
| Klub           | Sezóna  | Liga               | Zápasy | Góly | Zápasy        | Góly          | Zápasy       | Góly         | Zápasy         | Góly           | Zápasy  | Góly    | Zápasy | Góly   |
| -------------- | ------- | ------------------ | ------ | ---- | ------------- | ------------- | ------------ | ------------ | -------------- | -------------- | ------- | ------- | ------ | ------ |
| Standard Liège | 2017/18 | Jupiler Pro League | 17     | 1    | 5             | 0             | —            | —            | —              | —              | —       | —       | 22     | 1      |
| Standard Liège | 2018/19 | Jupiler Pro League | 32     | 8    | —             | —             | —            | —            | 6              | 3              | 1       | 0       | 39     | 11     |
| Standard Liège | Celkem  | Celkem             | 49     | 9    | 5             | 0             | —            | —            | 6              | 3              | 1       | 0       | 61     | 12     |
| Southampton    | 2019/20 | Premier League     | 18     | 2    | 1             | 0             | 1            | 0            | —              | —              | —       | —       | 20     | 2      |
| Southampton    | 2020/21 | Premier League     | 27     | 1    | 3             | 1             | 1            | 0            | —              | —              | —       | —       | 31     | 2      |
| Southampton    | 2021/22 | Premier League     | 4      | 0    | 0             | 0             | 1            | 0            | —              | —              | —       | —       | 5      | 0      |
| Southampton    | Celkem  | Celkem             | 49     | 3    | 4             | 0             | 3            | 0            | —              | —              | —       | —       | 56     | 4      |
| Celkem         | Celkem  | Celkem             | 98     | 12   | 9             | 1             | 3            | 0            | 6              | 3              | 1       | 0       | 117    | 16     |

### Reprezentační
K 1. září 2021
| Mali   | Mali   | Mali |
| Rok    | Zápasy | Góly |
| ------ | ------ | ---- |
| 2017   | 2      | 0    |
| 2018   | 5      | 0    |
| 2019   | 8      | 2    |
| 2020   | 1      | 0    |
| 2021   | 3      | 0    |
| Celkem | 19     | 2    |

#### Reprezentační kariéra
K 1. září 2021. Skóre a výsledky Mali jsou vždy zapisovány jako první.
| Gól | Datum              | Místo                            | Soupeř      | Skóre | Výsledek | Soutěž                                   |
| --- | ------------------ | -------------------------------- | ----------- | ----- | -------- | ---------------------------------------- |
| 1.  | 23. března 2019    | Stade du 26 Mars, Bamako, Mali   | Jižní Súdán | 2:0   | 3:0      | Kvalifikace na Africký pohár národů 2019 |
| 2.  | 17. listopadu 2019 | Stade Omnisports, N'Djamena, Čad | Čad         | 1:0   | 2:0      | Kvalifikace na Africký pohár národů 2021 |

## Ocenění

### Klubové

#### Standard Liège
- Belgický fotbalový pohár: 2017/18[9]
- Belgický superpohár: 2018 (druhé místo)[23]

### Individuální
- Gól měsíce Premier League: září 2019[24]